# Neocordulia biancoi
Neocordulia biancoi är en trollsländeart som beskrevs av Racenis 1970. Neocordulia biancoi ingår i släktet Neocordulia och familjen skimmertrollsländor. Inga underarter finns listade i Catalogue of Life.